# Erste lateinische Welle
Die Erste lateinische Welle bezeichnet die erste Phase des Eingangs lateinischer Wortentlehnungen in das Germanische und entspricht etwa der Zeit vor der Zweiten Lautverschiebung, also etwa von 50 v. Chr. bis um das Jahr 500.
Verkehrsbeziehungen und kultureller Austausch mit nicht-germanischen Völkern führten sowohl zu Wortentlehnungen aus dem Latein in die germanische Sprache wie auch umgekehrt. Besonders starke Einflüsse erfuhr die westgermanische Sprache. Das hängt mit der Nachbarschaft zum romanisierten Gallien und mit der Besetzung vieler germanischer Gebiete durch die Römer zusammen.
In ihren Kriegen gegen die Römer wurden die Germanen mit Ausdrücken der römischen Militärorganisation bekannt gemacht:
| Nhd.  | Lat.   |
| ----- | ------ |
| Pfeil | pīlum  |
| Kampf | campus |

Von den Römern bekamen die Germanen auch einige ökonomische Ausdrücke:
| Nhd.                 | Lat.   |
| -------------------- | ------ |
| Münze (ahd. munizza) | moneta |

Die Germanen wohnten in Holzhäusern, erst durch die Römer kennen sie den Steinbau und übernehmen damit den Steinbauwortschatz:
| Nhd.    | Lat.      |
| ------- | --------- |
| Mauer   | mūrus     |
| Keller  | cellārium |
| Fenster | fenestra  |

Alltagskultur: Das gewisse zivilisatorische Niveau erreichten die Germanen erst durch die (partielle) Übernahme der romanischen bzw. römischen Alltagskultur. Dazu gehören u. a. Wörter des semantischen Bereiches der Haushaltsgeräte, Kleidung, Speisen … usw.
| Nhd.    | Lat.     |
| ------- | -------- |
| Spiegel | speculum |
| Socke   | soccus   |
| Sohle   | sola     |

Der Ackerbau wurde nach römischem Vorbild umgestellt. Garten- und Obstbau haben die Germanen erst von den Römern gelernt.
| Nhd.    | Lat.                       |
| ------- | -------------------------- |
| Frucht  | fructus                    |
| Pflaume | prūnum (vlat. auch *prūma) |

Weinkultur: Die Römer haben den Weinbau an den Mosel-, Rhein- und Donaugebieten eingeführt und die Germanen übernahmen auch die entsprechende Ausdrücke:
| Nhd.   | Lat.   |
| ------ | ------ |
| Wein   | vīnum  |
| Presse | pressa |
| Most   | mustum |

Wörter aus dem Bereich von Verwaltung und Recht:
| Nhd.   | Lat.                     |
| ------ | ------------------------ |
| Kaiser | caesar                   |
| sicher | sēcūrus (vlat. *sicūrus) |

Zwischen dem 3. und 5. Jahrhundert n. Chr. übernahmen die Germanen unter griechischem und römischen Einfluss die Siebentagewoche. Die Wochentage, von der römischen Mythologie geprägt, wurden durch die germanischen Götter wiedergegeben.
| Nhd.       | Lat.                                                             |
| ---------- | ---------------------------------------------------------------- |
| Montag     | dies Lunae                                                       |
| Dienstag   | dies Martis (wörtl. Tag des Mars, interpretiert als Tag des Tyr) |
| Mittwoch   | dies Mercurii                                                    |
| Donnerstag | dies Jovis                                                       |
| Freitag    | dies Veneris                                                     |
| Samstag    | dies Saturni                                                     |
| Sonntag    | dies Solis (später christl. dies Dominicus)                      |